# Lionel Roberts Park
Het Lionel Roberts Park is een multifunctioneel stadion in Charlotte Amalie, de hoofdstad van de Amerikaanse Maagdeneilanden.
Het stadion wordt vooral gebruikt voor voetbalwedstrijden; de voetbalclub New Vibes maakt gebruik van dit stadion. Ook worden er wel Americanfootballwedstrijden gespeeld. Het nationale elftal van de Amerikaanse Maagdeneilanden speelt hier ook weleens internationale wedstrijd. In het stadion is plaats voor 9000 toeschouwers.